# Mythomantis gracilis
Mythomantis gracilis es una especie de mantis de la familia Mantidae.

## Distribución geográfica
Se encuentra en la isla de Ambon, Java en (Indonesia).